# Spermacoce perangusta
Spermacoce perangusta là một loài thực vật có hoa trong họ Thiến thảo. Loài này được (S.Moore) Delprete mô tả khoa học đầu tiên năm 2006.